# Удомсай

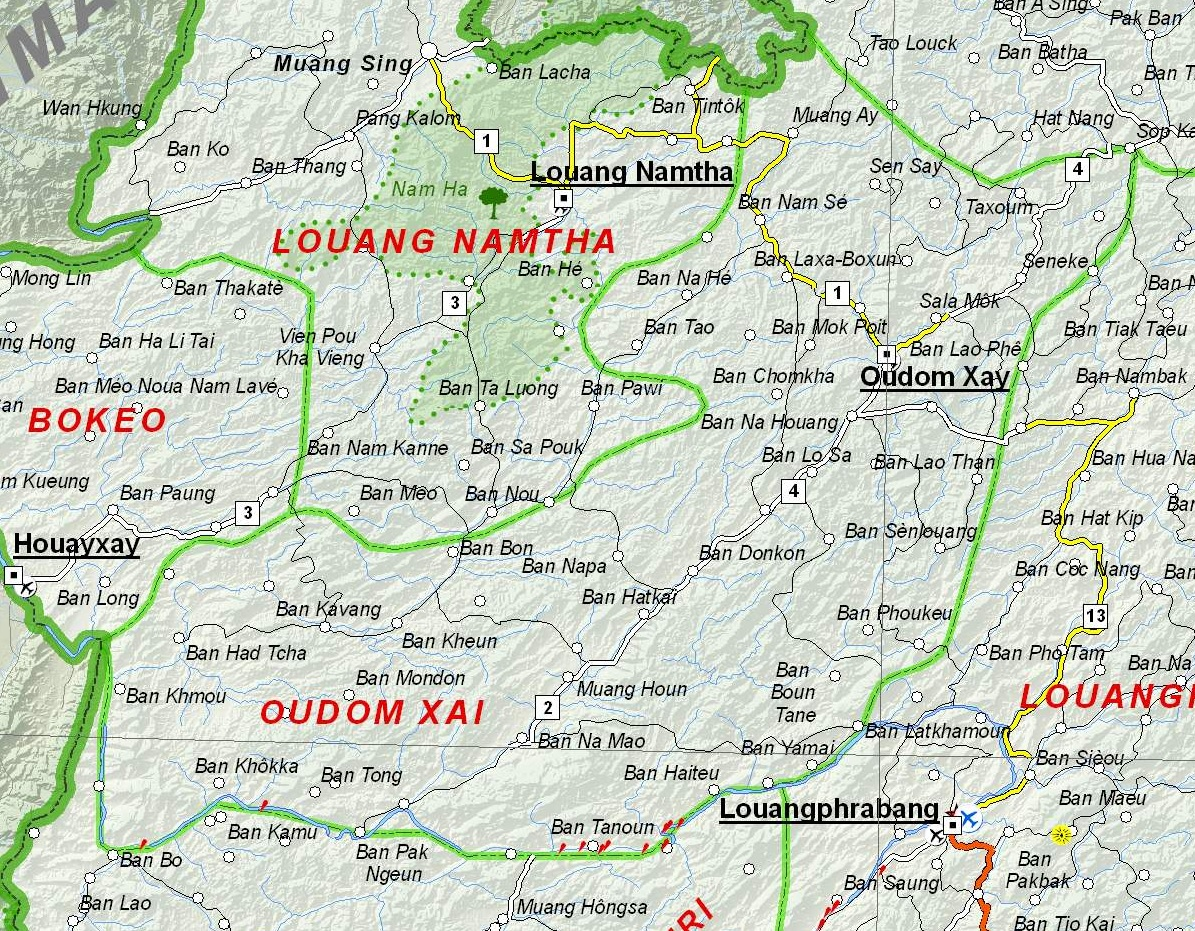
Карта провинции Удомсай

Удомсай (лаос. ອຸດົມໄຊ) — провинция (кхвенг) на севере Лаоса.

## История
Провинция была образована в 1976 году после разделения провинции Луангпхабанг. В 1987 году административный центр провинции был перенесён из Бан-Нахин в Сай. В 1992 году районы Пактха и Пхаудом были переданы провинции Бокео.

## География
Площадь провинции составляет 15 370 км². Граничит с Китаем (на севере), а также лаосскими провинциями Пхонгсали (на северо-востоке), Луангпхабанг (на востоке и юго-востоке), Сайнябули (на юге), Бокео (на западе) и Луангнамтха (на северо-западе). Участок границы с Китаем составляет всего 15 км.
Рельеф провинции преимущественно гористый. Средние высоты территории составляют от 300 до 1800 м над уровнем моря. Через территорию Удомсая протекают более 60 рек, среди которых: Пхек, Бенг, Кор и Нга. Климат провинции характеризуется как умеренный муссонный. Годовая норма осадков меняется для данной территории от 1900 до 2600 мм. Средние температуры февраля и марта составляют 18—19 °C, тогда как в апреле и мае могут подниматься и более 31 °C..

## Население
По данным на 2013 год численность населения составляет 307 996 человек. На территории провинции проживают 14 этнических групп. Около 60 % населения представлено народом кхму и близкими ему этносами; 25 % населения составляют лао и около 15 % — хмонги с близкими этносами. Национальные меньшинства включают народы акха, тайдам, пхойной и др.
Динамика численности населения провинции по годам:
| 1995    | 1996    | 2005    | 2013    |
| ------- | ------- | ------- | ------- |
| 211 927 | 211 300 | 264 830 | 307 996 |

## Экономика
На территории провинции имеются месторождения соли, бронзы, цинка, сурьмы, железа, бурого угля, каолина и других полезных ископаемых. Важную роль в экономике играет сельское хозяйство.

## Административное деление
В административном отношении провинция разделена на следующие районы:
1. Бенг (4-05)
2. Хун (4-06)
3. Ла (4-02)
4. Намо (4-03)
5. Нга (4-04)
6. Пакбенг (4-07)
7. Сай (4-01)